# Lingua istriota

Stemma dell'Istria

La lingua istriota (nome nativo lèngua eîstriota) è una lingua romanza autoctona dell'Istria meridionale, distinta dal dialetto istroveneto (istriano o veneto d'Istria) e dall'istrorumeno (lingua romanza orientale facente parte del gruppo linguistico rumeno). Viene parlata, ormai quasi esclusivamente come seconda lingua o come lingua familiare, da 400-900 persone nell'Istria meridionale, e ancora da poche migliaia di profughi ed esuli istriani dispersi in Italia, tra cui si segnalano per un discreto grado di compattezza e conservazione la comunità di Trieste, quelle di Gorizia e Grado, quella di Torino e le comunità di Fertilia e Maristella nel Comune di Alghero in Sardegna, e nel mondo.

## Diffusione

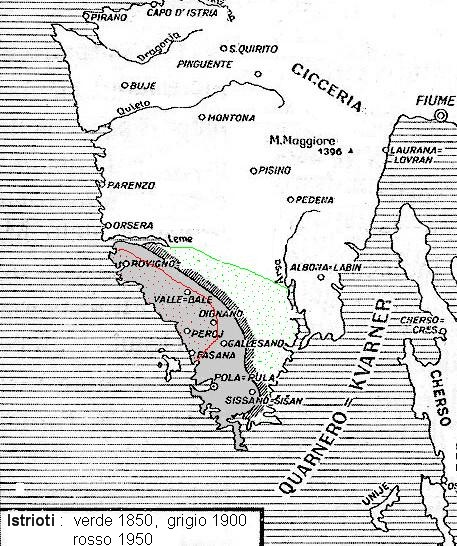
Aree di lingua istriota (verde nel 1850, grigio nel 1900 e rosso nel 1950; nel 2000 solo sparuti gruppi negli otto centri cittadini citati nel testo)

Il termine "istrioto" fu creato da Graziadio Isaia Ascoli, fondatore della glottologia italiana nella seconda metà del XIX secolo, in riferimento ad una peculiare varietà romanza regionale, utilizzata dai discendenti delle popolazioni latine e latinizzate che abitavano ininterrottamente l'Istria sin dall'epoca romana.
Fino alla fine della seconda guerra mondiale la lingua istriota era parlata dalla maggioranza della popolazione di Rovigno, Dignano d'Istria, Valle d'Istria, Fasana, Gallesano e Sissano.
Oggi l'istrioto, in fortissima regressione, è parlato principalmente dagli anziani e utilizzato spontaneamente sempre meno dai giovani delle ristrette comunità italiane di Rovigno, Valle e Gallesano, in misura ancora minore a Dignano e Sissano, e sembra ormai essersi definitivamente estinto a Fasana.
Tuttavia non mancano, soprattutto negli ultimi tre decenni, iniziative e tentativi organici volti alla sua valorizzazione e rivitalizzazione presso le locali comunità.
Un tempo l'ambito di diffusione era maggiore e comprendeva tutta la costa e l'immediato entroterra dell'Istria meridionale, il cosiddetto Agro polese, dal Canal di Leme al fiume Arsa, territorio di cui rappresentava l'unico vero idioma autoctono, includendo entro i suoi limiti, oltre Rovigno, Canfanaro e Duecastelli, Sanvincenti e Barbana. Alcuni retaggi lascerebbero intendere che forse pure Orsera, a nord del Leme, fosse inclusa nel suo areale originario.
Il linguista Antonio Ive scrisse che nel 1888 l'istrioto era parlato da quasi tutti i 10 000 abitanti di Rovigno.
Da Pola l'istrioto, dove pure era idioma autoctono, fu estromesso a seguito del trasferimento in città, a partire dalla seconda metà del XIX secolo, dell'arsenale militare della marina austroungarica. Tale evento innescò un tumultuoso sviluppo della città con masse di immigrati di diversa provenienza che per comunicare fra loro utilizzavano la lingua franca dell'Istria, il dialetto istroveneto (detto anche veneto o semplicemente istriano), che in brevissimo tempo soppiantò l'istrioto, già in forte regressione.
Negli altri centri in cui è ancora presente si è progressivamente corrotto ed avvicinato all'estinzione prima per influenza della lingua veneta (lasciando solo alcune caratterizzazioni fonetiche nei dialetti istroveneti usati localmente) e poi con il colpo devastante dell'esodo istriano, seguìto alla seconda guerra mondiale.
A Fasana e Valbandon pare essersi ormai estinto nell'uso vivo (ne rimane solo una conoscenza letteraria) a partire dagli anni Ottanta o Novanta del secolo scorso:  si tratterebbe quindi dell'ultimo e più recente caso di estinzione di una varietà istriota (non è chiaro né confermato se sopravviva ancora qualche ultimo vecchio locutore di fasanese tra la diaspora all'estero).
Ancora in altri villaggi dell'Agro polese l'istrioto si estinse o venne assimilato già in epoche più remote, oltre che per la citata supremazia del veneto, pure per l'immigrazione massiccia in questi luoghi, rimasti ormai quasi deserti causa pestilenze e guerre, di genti slave, morlacche e di altra origine, favorite dalla Repubblica di Venezia (in particolar modo proprio nella Polesana) nei secoli tra il XIV ed il XVII (vedi ad es. i centri di Brioni, Promontore, Pomer, Medolino, Lisignano, Stignano, Marzana, Momarano, Peroi, Sanvincenti ed altri ancora).
Secondo alcuni linguisti l'istrioto, indicato come il più antico idioma continuativamente parlato nella penisola istriana e l'unico veramente autoctono della stessa, era fino almeno a tutto l'Alto Medioevo (anno 1000 ca.) utilizzato dalla popolazione romanza dell'intera regione, quindi pure oltre i limiti settentrionali dell'Agro Polese. Secondo tale tesi,   sarebbero precedentemente state di lingua istriota (divisa molto verosimilmente in sottovarietà locali) in particolare tutte le principali località dell'Istria occidentale a nord del Leme, da Orsera a Capodistria, che passarono poi alla lingua istroveneta (escluse Muggia e Trieste, dove, prima del veneto, si svilupparono due locali varietà friulane).

## Storia
L'istrioto, secondo Matteo Bartoli ed altri linguisti, ha le sue lontane radici nella decisione di Augusto di insediare nel territorio di Pola (Pietas Julia Pola, Pollentia Herculanea), che andava dal Canal di Leme (Limes) all'Arsa, i veterani del suo esercito vittorioso. Questi legionari, quasi tutti originari dall'Abruzzo e dalla Puglia, si mescolarono cogli Illiri (o veneto-illirici, gli Histri) autoctoni dell'Istria e del vicino Quarnero, e diedero origine al popolo ed alla cultura istriota dell'Istria meridionale.
Lo storico Bernardo Benussi, nel suo saggio del 1924 L'Istria nei suoi due millenni di storia, si basava su questa affermazione di Matteo Bartoli: "L'istriano è il dialetto indigeno che si parla ancora, specialmente dal popolo, a Rovigno, Dignano, Fasana. È un dialetto a sé, italiano.... che presenta dei punti di contatto notevolissimi con l'abruzzese, il tarentino ecc." Da ciò Benussi avanzava questa precisa ipotesi: "E non potrebbe, chiedo io, questa somiglianza dell'istriano usato in gran parte nella regione fra il Leme e l'Arsa derivare dai coloni romani che Augusto trapiantò nella colonia di Pola da lui rinnovata togliendoli dall'Italia meridionale? A suffragare ulteriormente questa ipotesi vi è la diffusione, sempre e soltanto nella sola area dell'ex agro romano di Pola, delle tipiche costruzioni circolari in pietra edificate a secco dai contadini istriani, le casite, che hanno una forte rassomiglianza con i trulli pugliesi".

Nel Medioevo l'istrioto era parlato anche nel centro dell'Istria, dove venne a contatto colla sopraggiunta lingua croata nella sua variante Čakava. 

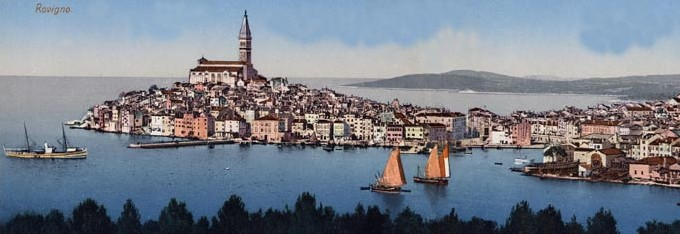
Rovigno, la "capitale storica" dell'istrioto

Successivamente, coll'influenza di Venezia e della sua lingua veneta (Veneto da Mar) l'istrioto si ridusse, dall'anno mille fino ai secoli del Rinascimento, ad una esigua striscia di terra nella parte più meridionale della penisola istriana ed ai soli centri cittadini meglio mantenutisi dalle ricorrenti pestilenze e dalle guerre. A ridurne l'estensione contribuirono anche le popolazioni di lingua istrorumena e soprattutto di lingua morlacca che, sfuggendo le invasioni turche, si insediarono in Istria e nel Quarnero nei secoli XVI e XVII.
Dopo l'enorme depauperamento della popolazione originaria di Pola, che alla caduta di Venezia (1797) era ridotta a meno di mille abitanti, ed all'arrivo di nuove popolazioni dal 1853, anno in cui Pola divenne sede della Marina austriaca, l'istrioto incominciò ad essere sostituito anche a Pola e dintorni come lingua d'uso dall'istroveneto, diventando sempre più un linguaggio secondario utilizzato dalle frange marginali della società polesana, fino ad estinguervisi definitivamente verso la fine di quel secolo.
Mirko Deanovic, linguista dell'Università di Zagabria affermava che in Istria negli anni cinquanta del Novecento parlavano ancora l'istrioto circa cinquemila persone. Egli inoltre riteneva che non era possibile classificare l'istrioto nel sistema veneto, friulano (ladino) oppure veglioto (dalmatico), in quanto era una lingua rimasta staccata dalle altre neolatine dopo l'invasione medioevale dei popoli slavi, che avevano occupato il centro della penisola istriana nei secoli VII e VIII (ipotesi non accettata da altri studiosi).
L'UNESCO considera l'istrioto una lingua a "serio rischio d'estinzione" nel suo "Red Book of seriously endangered languages".
Allo stato attuale, l'idioma non risulta essere ancora debitamente tutelato e valorizzato dagli enti e dalle istituzioni croate, non essendovi alcun riconoscimento ufficiale di lingua autoctona minoritaria, per cui è opinione pressoché generale degli studiosi che esso sia destinato inesorabilmente ad estinguersi in via definitiva nei prossimi decenni.
Attualmente ci sono pochi cultori di tale linguaggio. Fra tutti va citato il rovignese Libero Benussi che tiene corsi di istrioto oltre ad essere autore del libro di poesie uscito nel febbraio 2011 "Preîma d'el sul a monto" ovvero Prima che il sole tramonti. A Roma l'esule rovignese Gianclaudio de Angelini ha dedicato a tale linguaggio pagine internet oltre a pubblicare il libretto di poesie "Zbrèinduli da biechi" (Brandelli di stracci).
I massimi autori contemporanei in questa lingua sono stati i rovignesi Ligio Zanini e Giusto Curto. Notevole pure la produzione dei dignanesi Mario Bonassin, Lidia Delton e Loredana Bogliun. Alcuni altri autori in istrioto sono presenti nelle comunità degli esuli.

## Lingue collegate
L'istrioto è una lingua neolatina fortemente influenzata dal veneto, specialmente a partire dal XV secolo.
Carlo Tagliavini in Le origini delle lingue neolatine, separa l'istrioto come dialetto italiano settentrionale a parte. Il linguista nota che "Col nome di dialetti settentrionali o alto-italiani intendiamo i dialetti gallo-italici, il veneto e l'istriano...Ormai ridotti in un esiguo territorio dall'incalzare del veneto (e in parte anche dai dialetti slavi) sono i dialetti istriani o istrioti, parlati oggi a Rovigno, Dignano e nei villaggi di Valle, Fasana, Gallesano e Sissano. Essi presentano delle caratteristiche prevenete arcaiche (come le dittongazioni i> éi p.es. déigo < dico, séimizo <cimice (m) ecc. e u>òu, p.es. dòuro<duru(m), lòuna<luna ecc.) che non possono dirsi ladine (friulane)". Questo linguaggio antico con l'andar dei secoli risentì dell'avanzata della lingua veneta e perse terreno ed anche tratti specifici. Ma è riuscito a sopravvivere fino ai nostri giorni, a differenza del dialetto di Trieste (tergestino) assimilato completamente dal veneto.
Nell'ultimo secolo la lingua italiana ha apportato numerosi vocaboli all'istrioto, specialmente nel periodo 1918-1947 quando l'Istria fece parte del Regno d'Italia.
Alcuni linguisti croati, come Petar Skok, indicano la connessione del veglioto (un dialetto della lingua dalmata) con l'istrioto di Rovigno in base ai dittonghi in sillaba tonica. Essi anche precisano che attualmente si registra una piccola influenza della lingua croata (come già della sua variante ciacava), specie nel vocabolario istrioto.

## Ortografia
| Lettera           | Pronuncia (AFI) | Note |
| ----------------- | --------------- | ---- |
| A, a              | [a]             | à    |
| B, b              | [b]             | –    |
| C, c              | [k], [tʃ]       |      |
| Ch, ch            | [k]             |      |
| Ci, ci            | [tʃ]            |      |
| D, d              | d               | –    |
| Dz, dz            | dz              | –    |
| E, e              | [ɛ], [e]        | è, é |
| F, f              | f               | –    |
| G, g              | ɡ, dʒ           |      |
| Gh, gh            | ɡ               |      |
| Gi, gi            | dʒ              |      |
| H, h              | –               |      |
| I, i              | i, j            | í, î |
| J, j              | j               | –    |
| L, l              | l               | –    |
| Lj, lj / Gli, gli | ʎ               | –    |
| M, m              | m               | –    |
| N, n              | n               | –    |
| Nj, nj / Gn, gn   | ɲ               |      |
| O, o              | /ɔ/, o          | ò, ó |
| P, p              | p               | –    |
| R, r              | r               | –    |
| S, s              | s               | –    |
| T, t              | t               | –    |
| Ts, ts            | ts              | –    |
| U, u              | u, w            | ú, û |
| V, v              | v               | –    |
| Z, z              | z               | –    |

## Vocabolario
Tabella di comparazione delle lingue neolatine:
| Latino                         | Italiano        | Istrioto | Bisiaco | Veneto centrale  |
| clave(m)                       | chiave          | ciave    | ciave   | ciave            |
| nocte(m)                       | notte           | nuoto    | note    | nòte/nòt         |
| cantare                        | cantare         | cantà    | cantar  | cantar           |
| capra(m)                       | capra           | càvara   | cavra   | càvara           |
| lingua(m)                      | lingua          | lengua   | lengua  | łéngoa           |
| platea(m)                      | piazza          | piassa   | piasa   | canpo            |
| ponte(m)                       | ponte           | ponto    | pont    | pónte/pónt       |
| ecclesia(m)                    | chiesa          | ceza     | cexa    | céxa             |
| hospitale(m)                   | ospedale        | uspadal  | ospedal | ospedałe/ospedàł |
| caseu(m) lat.volg.formaticu(m) | formaggio/cacio | furmajo  | formai  | formajo          |

## Esempio
Poesia "Grièbani" di Ligio Zanini in dialetto rovignese.
| Istrioto | Italiano |
| --- | --- |
| La nostra zì oûna longa cal da griebani: i spironi da Monto inda uò salvà, e 'l brasso da Vistro uò rastà scuio pei grutoni pioûn alti del mar, ca ruzaghia sta tiera viecia-stara. Da senpro i signemo pissi sensa nom, ca da sui sa prucoûra 'l bucon par guodi la veîta leîbara del cucal, pastadi dala piova da Punente a da Livante e cume i uleîi mai incalmadi. Fra ste carme zì stà la nostra salvissa, cume i riboni a sa salva dal dulfeîn fra i scagni del sico da San Damian; el nostro pan, nato gra li gruote, zi stà inbinideî cul sudur sula iera zbruventa da Paloû... e i vemo caminà par oûna longa cal da griebani, c'ancui la riesta lissada dali nostre urme. | La nostra è una lunga strada irta di sassi: gli speroni di Monto ci hanno salvato, ed il braccio di Vistro è rimasto scoglio per le grotte poste più in alto del mare, che erode questa antica terra. Da sempre siamo pesciolini che da soli si procurano il boccone per godere la libera vita del gabbiano, oppressi dalla pioggia di Ponente e di Levante come olivi senza innesti. Fra queste insenature è stata la nostra salvezza, come i riboni si salvano dal delfino fra le tane della secca di San Damiano; il nostro pane, nato tra le grotte, è stato benedetto col sudore nell'aia ribollente di Palù... ed abbiamo camminato per una lunga strada dissestata, che oggi rimane spianata dai nostri passi. |

## Testi
Le prime testimonianze scritte delle parlate istriote risalgono solo alla prima metà dell'800. Nel 1835, l'erudito piemontese Giovenale Vegezzi Ruscalla, che stava raccogliendo le versioni nei vari dialetti italiani della Parabola del Figliuol prodigo, chiese a Pietro Stancovich, canonico di Barbana, di fornirgli le versioni nelle parlate dell'Istria meridionale: dignanese, vallese e rovignese.
Lo Stancovich ricorse a sua volta al nobile dignanese Giovanni Andrea dalla Zonca che, oltre alla versione della parabola nel dialetto di Dignano, gli inviò anche tre sonetti. Il primo di essi è stato datato recentemente da Sandro Cergna al 1828 e rappresenta pertanto il più antico testo istrioto conosciuto, gli altri due sono comunque anteriori al 1835.

### I sonetti dignanesi (1828-1835)

#### Sonetto "In sul piccato" (1828)
Il sonetto è del dignanese Martino Fioranti (1795-1856) che lo inviò a Pietro Stancovich . Se ne conosce anche una versione fortemente rimaneggiata da Stancovich.
| Istrioto | Italiano |
| --- | --- |
| In laudo del Siur Calonigo Trampus chi i ho fatto una Pridiga in sul Piccato in Barbana Sonnitto Compàro Pridigadùr mei i vo seintù In sul piccato ancùi a pridigà, E tanta gran pagura mi jè chiapà, Ch' el cour me salta in pitto che main più. El Djavo four de Chiesa mi è osservà Vuoldir in fessa che dixi de lù E tanta rabbia i jè visto che l' hà bù Che un cuorno della testa i gho cascà. Mei subaito che arrivi a casa mèja Catà me vadi un bon Confessadùr Suoduoghe el sacco, e i piccài ch' el bùtta vèja E mai piùn voi piccà, perché in etierno, Delle robe del moundo per amoùr, I no voi mei brusàme nell'Infierno. In santificàto de amoùr Comparo Martn Fioranto Dig | In lode del Signor Canonico Tromba che ha tenuto una Predica sul Peccato a Barbana. Sonetto. Compare Predicatore io vi ho sentito Sul peccato oggi predicare, E una tale paura ho preso, Che il cuore mi sobbalza nel petto come mai prima. Il Diavolo ho osservato fuori della Chiesa Stava ad ascoltare cosa dicevate di lui E tanta rabbia ho visto che l'ha preso Che un corno gli è caduto dalla testa. Non appena arrivo a casa mia Vado a trovarmi un buon Confessore Gli vuoto il sacco, e che butti via i peccati E mai più voglio peccare, perché in eterno, Per amore alle cose del mondo, Non voglio bruciare all'Inferno. In attestato d'amore, Compare Martin Fioranto, Dig”. |

#### Sonetto Padre Predicadùr (<1835)
L'autore del testo è incerto e l'opera risale agli anni immediatamente precedenti il 1835.
| Istrioto | Italiano |
| --- | --- |
| Nel mentre che và vì de çà al nostro Predicadùr per zì al so Convento in Venezia ghe fem sto Sonitto Padre Predicadùr nui vem savù Che a nom de doutti i vo portà un libritto, E zura za savem quil che xì scritto, Perché la spiegazion i vem sentù. Ma la gran bella crianzia che i o bù In dal nostro parlà gniente i vo ditto, Proprio sta roba i la chiolém a pitto, E ve volem laudà dal nostro mu. No seja per repucià, la vostra bùs La' nd' ò tucà da bon, ma purassé, Che dalla scur, la' nd' ò mandà alla lus. Con quisto i ve fem donca un altro onur, Dal piun grando al mezàn, fint'al morè Zigando, evviva al bon Predicadur! Che mandà dal Signur S'ò sfadigà per convertinde dutti Dal peccà, che 'nd' aveva fatti brutti, E ‘l Djàvo a lavri sutti Xi restà, gran mercì la so favella, Che 'nd' ò misso in la cal piun dritta e bella. In santificato d'amur e reverenzia I DIGNAGNISI. | Al nostro predicatore, nel giorno in cui si congeda da noi per far ritorno al suo convento a Venezia, dedichiamo questo sonetto. Padre predicatore abbiamo saputo Che a nome di tutti vi hanno portato un libretto, E già sappiamo cosa ci sta scritto, Perché conosciamo la spiegazione. Ma per la gran cortesia che hanno avuto nel nostro parlare niente vi hanno detto, proprio questo ci sta a cuore, e vogliamo lodarvi a modo nostro. Non per lusingarvi, la vostra voce ci ha toccato veramente, ma assai, Che dall'oscurità, ci ha portati alla luce. Con questo vi facciamo dunque un altro onore, Dal più grande al mezzano, fino al ragazzo Gridando, viva il buon Predicatore. Che mandato dal Signore Si è impegnato a convertirci tutti Dal peccato che ci aveva abbruttiti, E il Diavolo a labbra asciutte È rimasto, grazie alla sua favella, Che ci ha messo sulla strada più dritta e bella. Quale atto d'amore e di rispetto I Dignanesi. |

#### Sonetto “Sura un dagno de campagna” (<1835)
Anche questo sonetto è di Martino Fioranti e risale a un periodo anteriore al 1835.
| Istrioto | Italiano |
| --- | --- |
| In dialetto di Dignano del Sig. Martino Fioranti Sonnitto Sura un dagno de campagna Ven ça, ven ça, che te favelli un po', Zura de quil, che ti no se, de jeri: Donca mi zivi a pascolà i sameri, E me vidi vignì Bara Culò. Corpo de Bejo! el me dis: Bara Momò, Che jè incontrà ça sun dei mei porteri, M'ò deitto, che tei è visto i me puleri Colle me vacche a dagnizà in tel sò. Vulla? Comù? Mei no te cridi un djavo, Che lou coussei se servi del me non, E per sta roba no me rompi el cavo. Te lo farè mantegnei, no soin buffon. Magari! magari pur! Te stimi bravo, Che ‘l sentirò da mei bella canzion. | In dialetto di Dignano del Sig. Martino Fioranti Sonetto Su di un danno di campagna Vieni qua, vieni qua, che ti parlo un po', Di quello, che tu non sai, di ieri: Dunque io portavo al pascolo i somari, E mi vedo arrivare Barba Culò. Corpo di Bacco! mi dice: Barba Momò, Che ho incontrato qua sopra i miei recinti, Mi ha detto che tu hai visto i miei asini Con le mie mucche far danno nel suo podere. — Dove? Come? Non ti credo un accidente Che lui abusi così del mio nome, E per questa cosa non mi preoccupo. — — Te lo ricorderai, non sono uno sciocco. — Magari, magari pure ti stimo bravo Che sentirà da me una bella strigliata. – |

### Testi pubblicati su "L'Istria" di Pietro Kandler (1846)
Nel corso del 1846 Pietro Kandler pubblicò sul giornale "L'Istria" una rassegna dei dialetti istriani e per ognuno di essi riportò come esempio la versione di due brevi testi tratti da Esopo.

#### L'Istria N° 13-14 (14 marzo 1846)
Nel numero del 14 marzo Kandler pubblicò i due testi nei dialetti di Rovigno (fonte sconosciuta) e Dignano (testi forniti da Giovanni Andrea Dalla Zonca).
Dialetto di Rovigno
Dui spassazieri siva (ziva) in compania per la medima cal.- Un de quisti occhia una manera e siga: Varda varda cosa che ho catà. - Bisogna che ti dighi avemo catà salta su quell altro e no ho catà. - Poco despoi vien quilli che aviva persa la manera e vedendola in man del spassazier i ho comincià a malmenarlo come un ladro. - Siemo morti siga lu; e el so compagno ghe responde: No no siemo, dii piuttosto i son morto, perché quando ti è catà poco fa la manera ti è gridà: i l'ho e no l'avemo catada.
A giera inverno e friddo grando. La formiga che aviva ingrumà purassè roba d'istà, stiva quita in casa soa. La cigala sutto terra sepelida moriva de fam e di friddo. La ho pregà la formiga da daghe un po de magna tanto da vivi. Ma la formiga ghe dise: ula ti gieri nel cor de l'istà? Perché non sonto ingrumada da vivi? Nell'istà responde la cigala mi cantavo e divertivo i spassazieri. E la formiga mettendose a ridi se ti cantivi d'istà, adesso che xe inverno e ti balla.
Dialetto di Dignano
Dui oeiandànti ziva insaèmbro par la so cal: òun de luri al vido òuna mannera e al zèiga: Varda varda chi ch'ì giè cattà. No i jè cattà te begnaràvo dèi, giò respùs quill'altro; ma i vaèm cattà! Recapetìa de là òun pò quii che viva paèrsa la mannèra e vèista ch'i la giò in man d'al vèiandànto i giò scomaènzà a calpestràlo cumo ladro. Ah i sognaèm morti! Allura s'ò misso quii a òurlà, e al compagno ghe deìs: No, sognaèm, begna che tei deìghi, ma, i soìn. Parchè za poco cando tei vèvi cattà la mannèra, tei zeighivi la giè, meiga i la vaèm cattàda.
A giaèro da leìnvaèrno e pourassè friddo. La furmèiga ch a viva za fatto le so pruoveìste in tal geistà, stiva quiita in casa sògia. La zeigàla cazzàda zuttaterra, morèiva de fam, e de friddo. La giò prigà dònea la furmèiga, ch'a ghe disso òun po da magnà tanto da vèìvi. E la furmèiga ghe deìs. Vulla tèi giaèri in tal còr d' al geistà? Parchi uccaziòn mo in quilla stadiòn non tei te giè pariccià al to veìtto. Da geistà, giò respòndìsto la zeigàla, i cantivi ei desvertèivi i spassèizieri e la furmèiga culla bucca in rèidi: Se tei da geistà tei cantivi adesso ch'a zi leìnvaèrno balla.

#### L'Istria N° 16-17 (28 marzo 1846)
II numero del 28 marzo 1846 della stessa rivista, riporta una seconda versione in Rovignese dei due testi, attribuita a un non meglio precisato Nino Vasgabrina (evidentemente uno pseudonimo).
Dialetto di Rovigno
Dui spassizeri ziva in cumpagnia par la madima cal - Un de luri occia una manera e ‘l siga: Vara vara (ùrra ùrra) cossa chi jè catà - Begna chi ti dighi i vemo catà, salta um quil altro, e no i jè catà. Poco daspai a ven quii chi viva perso la manera e vedandola in man del spassizer i lù scuminscià a malmenallo cume un ladro.- Signemo morti al siga; e al su cumpagno che raspondo: no no signemo, dì piuntosto i son morto parchè quando za poco, ti è catà la manera ti è dito i l'è no i la vemo catada.
A gira inverno e friddo grando. La furmiga che sjva ingrumà purassè roba di istà, stiva qujta in casa soja. La cigala zuta terra sepelida muriva de fan e de friddo. L'ho prigà la furmiga de daghe un può de magnà tanto de vivi.- Ma la furmiga ghe diz: ula ti gjri in cor de l'istà. Parchè nun souto ingrumada de vivi? In tal'istà, ghe raspondo la cigala, mi cantjvo e i devartjvo i spassizeri.- La furmiga mettanduse a ridi se ti cantjvi de istà adesso ca xj inverno, e ti balla.
15 marzo 1846
Nino Vasgabrina